# Srabah
Srabah is een bestuurslaag in het regentschap Trenggalek van de provincie Oost-Java, Indonesië. Srabah telt 1988 inwoners (volkstelling 2010).